# Helymaeus simulans
Helymaeus simulans là một loài bọ cánh cứng trong họ Cerambycidae.